# Leucula
Leucula is een geslacht van vlinders van de familie spanners (Geometridae), uit de onderfamilie Ennominae.

## Soorten
- L. ablinearia Guenée, 1858
- L. avitta Druce, 1892
- L. cachiaria Schaus, 1912
- L. cillenaria Guenée, 1858
- L. circumdata Schaus, 1911
- L. distans Dognin, 1914
- L. empusaria Guenée, 1857
- L. fuscicosta Warren, 1905
- L. impositoria Walker, 1862
- L. lino Dognin, 1914
- L. lucidaria Walker, 1866
- L. meganira Druce, 1892
- L. orates Druce, 1893
- L. planivena Dognin, 1914
- L. rasa Warren, 1901
- L. simplicaria Guenée, 1858
- L. sublucidaria Walker, 1862
- L. tiresiaria Guenée, 1857
- L. toxulca Prout, 1931